# 아마존습지쥐
아마존습지쥐 또는 커먼습지쥐(Holochilus sciureus)는 비단털쥐과에 속하는 남아메리카 설치류의 일종이다.

## 특징
아마존습지쥐는 흔한 시궁쥐 보다 작지만, 나머지는 유사한 외모를 갖고 있다. 머리부터 몸까지 길이는 13~22cm이고, 꼬리 길이는 12~18cm, 몸무게는 보통 130~200g이다. 털은 짧고 등 쪽은 황갈색 또는 담황색을 띠고, 옆구리는 희미하고 하체는 희거나 연한 오렌지색으로 띤다. 뒷발은 앞발 보다 현저하게 크고, 발가락 사이에 두드러진 발톱과 부분적인 물갈퀴가 나 있다. 발바닥 주위 가장 자리에 은색을 띠는 긴 털이 약간 나 있을 때도 있다. 암컷은 8개 또는 10개의 젖꼭지를 갖고 있다.

## 분포 및 서식지
아마존습지쥐는 남아메리카 북부 안데스산맥 동부 지역 대부분에 걸쳐 분포한다. 해발 최대 2000m의 초원과 사바나 지역, 습지, 개간된 우림과 농지와 같은 개활지에서 서식한다. 일부 개체군의 정확한 분류학 상태는 명확하지 않지만, 현재 두 아종이 알려져 있다.

## 아종
- Holochilus sciureus sciureus - 브라질 중부, 콜롬비아 남부, 페루 동부, 에콰도르, 볼리비아 북부
- Holochilus sciureus berbicensis - 베네수엘라, 기아나, 브라질 북부, 콜롬비아 동부